# Eutaenia formosana
Eutaenia formosana là một loài bọ cánh cứng trong họ Cerambycidae.